# Partido de los Granjeros
El Partido de los Granjeros (Farmer 's Party) fue un partido político del Estado Libre de Irlanda que estuvo activo entre 1922 y 1932, que se proponía la defensa de los pequeños propietarios agrarios irlandeses. Durante los años 20 facilitó la tarea de gobierno del Cumann na nGaedhael, aunque algunas veces intentó plantear una oposición junto con el Partido de la Liga Nacional.
Después de las elecciones de septiembre de 1927 buena parte de su electorado prefirió apoyar el Fianna Fáil, lo que le acercaría aún más al Cumann na nGaedhael. En las elecciones al Dáil Éireann de 1932 obtuvo 3 escaños, y junto con algunos independientes formó el Partido Nacional de Centro, con el que se presentó a las elecciones al Dáil Éireann de 1933. Posteriormente fue uno de los partidos que ayudaría a la formación del Fine Gael. No aparecería otro partido agrario hasta 1938, cuando se creó el Clann na Talmhan.

## Resultados electorales
|  | 7,84 % |

|  | 12,07 % |

|  | 8,89 % |

|  | 6,37 % |

|  | 1,80 % |